# アルバート・マイケルソン
アルバート・エイブラハム・マイケルソン（Albert Abraham Michelson, 1852年12月19日 - 1931年5月9日）は、アメリカの物理学者。アメリカ海軍士官。光速度やエーテルについての研究を行った。1907年、光学に関する研究によってノーベル物理学賞を受賞した。これは科学部門における、アメリカ人初の受賞でもある。

## 生涯
プロイセン王国のストシェルノ(en)（現在のポーランド領）で、ユダヤ人一家に生まれる。2歳の時に両親とともにアメリカへ渡った。父は鉱山町で商人として働いていたため、マイケルソンはカリフォルニア州マーフィーズ(en)やネバダ州バージニア・シティーといった町で育った。高校時代はサンフランシスコの叔母の下で過ごした。なお、この叔母の娘が作家となった Harriet Lane Levy である。
1869年、大統領ユリシーズ・グラントの命によってアメリカ海軍兵学校に入学。そこで4年間、光学、熱、気候学、製図などを学んだ。1873年に卒業すると海軍に入隊して2年間洋上で過ごし、1875年には兵学校に戻って1879年まで化学と物理学の講師を務めた。1879年、ワシントンの航海年鑑局に異動となり、サイモン・ニューカムと共に働くようになった。しかし翌年彼は休暇を願い出て、ヨーロッパで学ぶための旅に出た。ベルリンやハイデルベルクの大学、パリのコレージュ・ド・フランスやエコール・ポリテクニークを訪れている。
マイケルソンは科学に魅了され、特に光速度の測定という問題に惹かれるようになる。1877年、兵学校での授業の一環としてアナポリスで光速度測定実験を初めて行った。ヨーロッパで二年間学んだ後、1881年に海軍を退官。このころマイケルソン干渉計を発明。1883年、オハイオ州クリーブランドのケース工科大学で物理学教授の職を得、そこで干渉計の改良に取り組んだ。1887年、エドワード・モーリーと共に有名なマイケルソン・モーリーの実験を行い、エーテルの存在を事実上否定することになった。その後天体干渉計を使った天体観測に転向し、天体の直径の測定や連星の距離の測定などを行った。
1889年、マサチューセッツ州ウースターのクラーク大学の教授となる。1892年には新たに創設されたシカゴ大学物理学部門の学部長に就任した。
1899年に結婚。1人の息子と3人の娘をもうけた。
1907年、「干渉計の考案とそれによる分光学およびメートル原器の研究」によりアメリカ人初のノーベル物理学賞を受賞。同年、コプリ・メダルも受賞した。また、1916年にはヘンリー・ドレイパー・メダル、1923年には王立天文学会ゴールドメダルを受賞。月には彼の名を冠したクレーターがある。
78歳のとき、カリフォルニア州パサデナで死去。シカゴ大学には彼の名を冠した建物 Michelson House がある。ケース・ウェスタン・リザーブ大学にも彼の名を冠した建物があり、アメリカ海軍兵学校の化学部門の建物もマイケルソンの名を冠している。カリフォルニア州リッジクレストのチャイナレイク海軍武器補給所にあるマイケルソン研究所もマイケルソンに因んだものである。

## 光速度

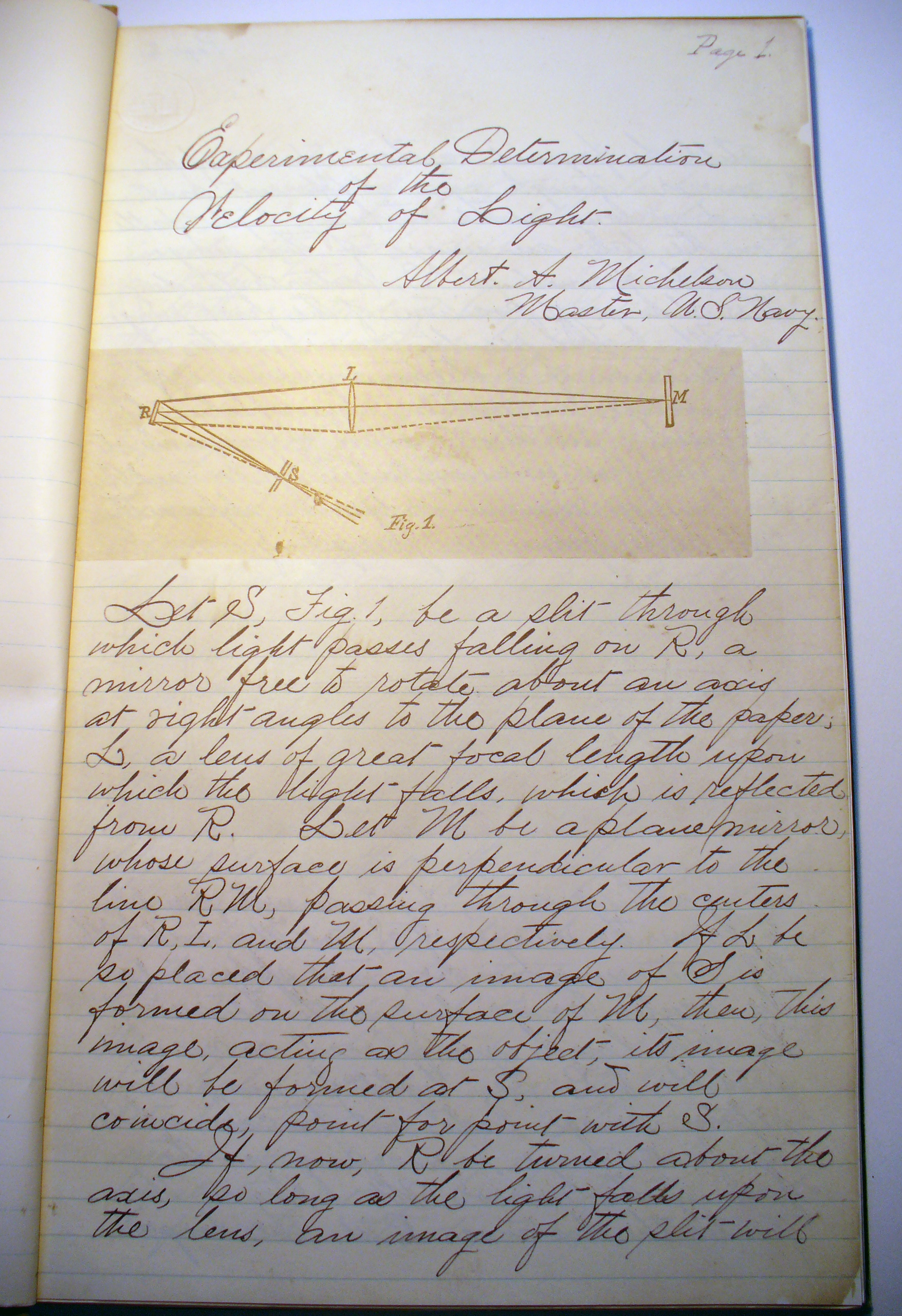
マイケルソンの Experimental Determination of the Velocity of Light の1ページ

### 初期の測定

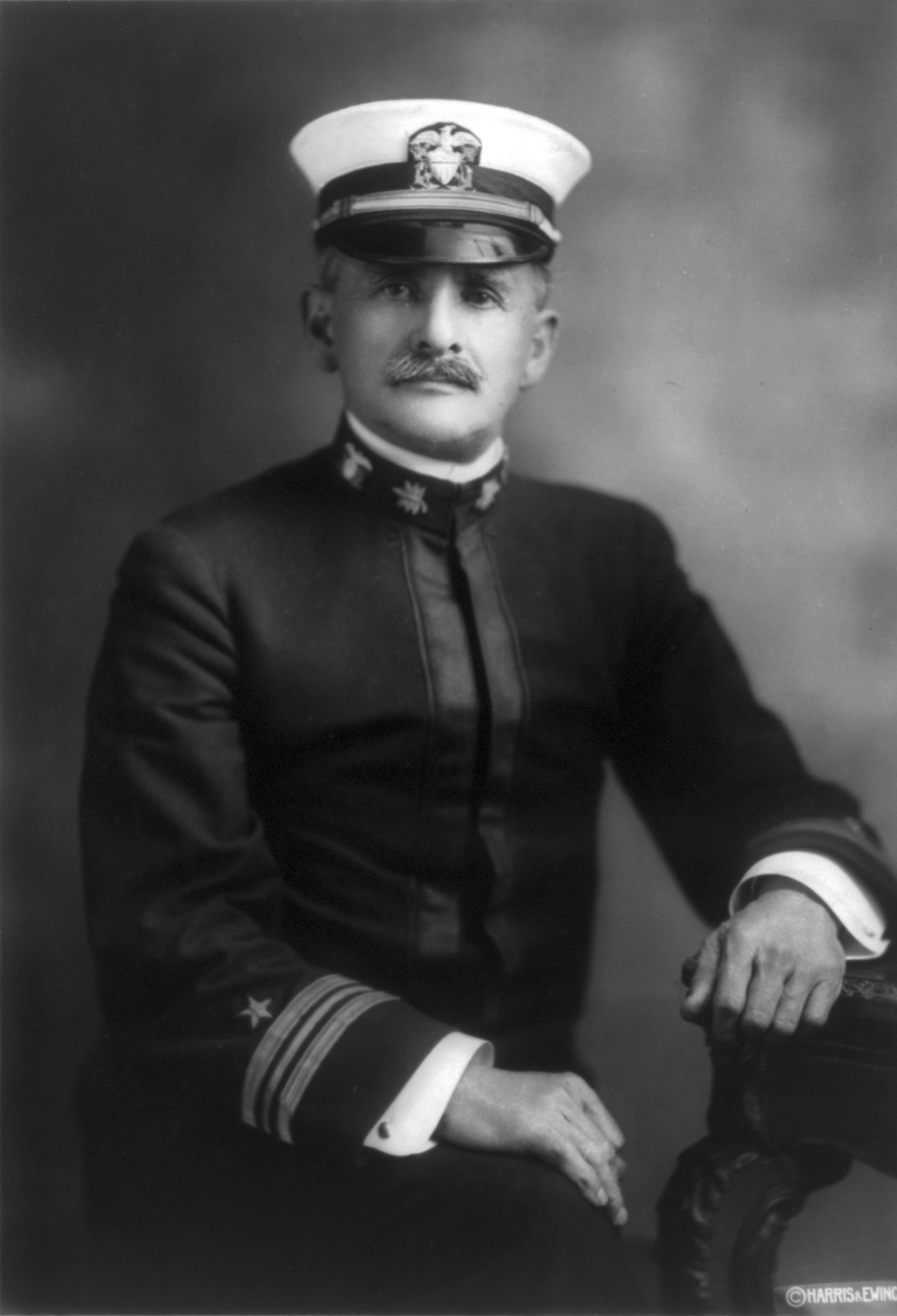
第一次世界大戦の際にアメリカ海軍で士官をしていた頃に撮影された写真

アメリカ海軍士官だった1877年ごろから、マイケルソンはレオン・フーコーの回転鏡を使った光速度測定法の改良を計画し始めている。1878年、大幅に改良した装置を使った最初の測定を行い、同様の研究を計画していたサイモン・ニューカムに注目されるようになった。1879年、マイケルソンは 299,910±50 km/s という測定値を発表しており、その後ワシントンD.C.のサイモン・ニューカムの下でニューカムの測定実験の助手を務めることになった。その後2人は親友となり、長い協力関係を築くことになる。
ニューカムのプロジェクトは資金も潤沢で、299,860±30 km/s という測定値を得ている。これはマイケルソンのそれまでの結果よりさらに正確である。マイケルソンはその後も技法の改良に取り組み、1883年に 299,853±60 km/s という測定結果を発表。ニューカムのものよりさらに正確さが増している。

### ウィルソン山での測定
1906年、アメリカ国立標準局の E. B. Rosa と N. E. Dorsey が電気を使った全く新たな測定法を考案し、299,781±10 km/s という測定値を得た。ただし当時の電気に関する知識の不足から、後にこの測定値は低い方に偏っていたことが判明している。
1920年からマイケルソンはウィルソン山天文台で最終的な光速度の測定を行う計画を立て始めた。それは、ウィルソン山から東に22マイルほど離れたサンアントニオ山の南の稜に突き出たルックアウト山までを基線とする計画である。
1922年、米国沿岸測地測量局は2年をかけ、新たに利用可能となったインバーのテープを使ってその基線の測量を綿密に行った。1924年に基線の長さが確定すると、さらに2年をかけて光速度の測定を行い 299,796±4 km/s という値を得た。
この測定は、山火事で発生した煙で鏡像がぼやけるなど多数の問題に見舞われたことでも有名である。また、1925年6月29日にマグニチュード6.3のサンタバーバラ地震が起き、基線の測量に100万分の1程度の誤差が生じたと見られている。

### 最後の測定
1927年以降、電子光学機器を使った全く新しい光速度測定法が開発された。それによって得られた光速度は1926年のマイケルソンの測定値よりもことごとく低かった。
マイケルソンは新たな測定法を捜し求め、大気の影響を避けるために真空にしたチューブを使うことを考えた。1930年、フランシス・ピーズやフレッド・ピアソンと共にカリフォルニア州パサデナで 1.6 km の真空チューブを建設し、測定を開始した。233回の一連の測定のうち36回が完了した時点でマイケルソンは亡くなった。その後地質的不安定さなどの問題に見舞われたが、1935年に発表された測定値 299,774±11 km/s は電子光学的測定法の結果とほぼ同じだった。

### 干渉測定
1887年、ウェスタン・リザーブ大学のエドワード・モーリーとともに、当時光の媒質として仮想されていたエーテルを検出するため、公転運動する地球とエーテルの相対運動による光波の干渉を検出する実験を繰り返した（マイケルソン・モーリーの実験）。ところが、もしもエーテルが光の媒質として存在するのなら当然生じるはずの干渉現象が見出されなかった。マイケルソンはその結果に驚き、翌年もさらに精度を上げて実験を繰り返したが、やはり干渉は起きなかった。この実験結果の影響は大きく、干渉が起きなかったことを説明するためにヘンドリック・ローレンツがローレンツ収縮の方程式を考案したほどである。
このことはあらゆる方向に運動する物体から観測する光速度は常に一定であるという「光速度不変の原理」の発見につながり、のちにアルベルト・アインシュタインの特殊相対性理論の根拠となった。そのため、極めて意義の大きい失敗と言える。なお、アインシュタインが特殊相対性理論を構築する際にマイケルソン・モーリーの実験のことを知っていたかどうかという歴史的議論もあった（特殊相対性理論では、エーテルは「不要」とされている）。

## 天文学における干渉測定
1920年から1921年にかけて、マイケルソンとフランシス・ピーズは世界で初めて太陽以外の恒星の直径を測定した。彼らはウィルソン山天文台の天体干渉計を使い、ベテルギウスの直径を測定。この技法を後にアントワーヌ・ラベリーが発展させた。マイケルソンはその後、天体の直径や連星の距離の測定を主に研究するようになった。

## ポップカルチャーにおけるマイケルソン
『ボナンザ』というテレビ番組（西部劇）の1エピソード（Look to the Stars、1962年3月18日放送）で、主人公は16歳のアルバート・マイケルソンが海軍兵学校に入学するのを助ける。『ボナンザ』はマイケルソンが海軍兵学校に入学する前に住んでいだネバダ州バージニア・シティーが舞台となっていた。エピソードの最後に主人公のナレーションで、マイケルソンが1907年にノーベル賞を受賞したことが語られている。
カリフォルニア州マーフィーズでマイケルソンが住んでいた家は、Twisted Oak Winery というワイナリーのテイスティングルームになっている。

## 受賞と栄誉

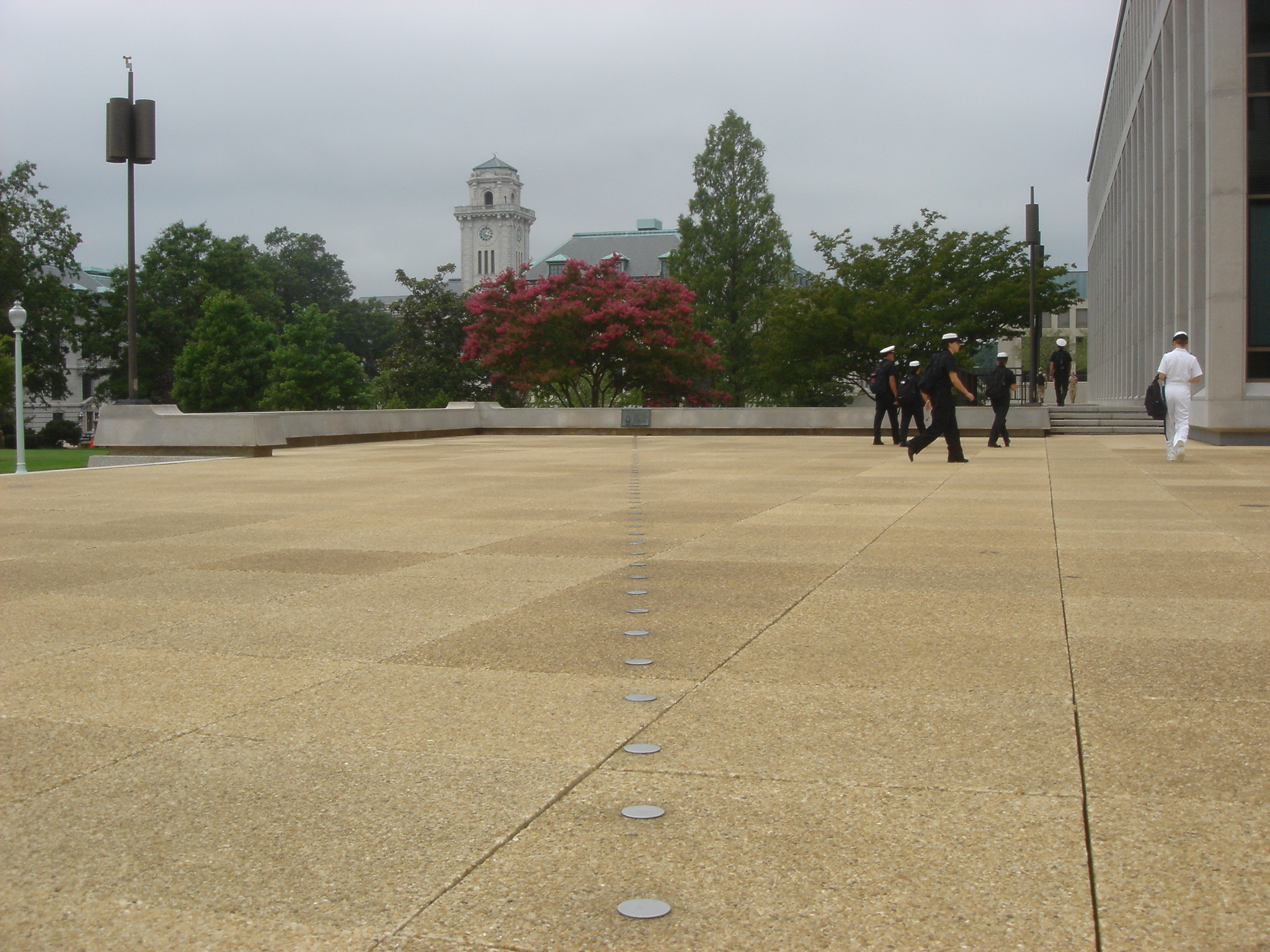
アメリカ海軍兵学校にあるマーカー。マイケルソンが光速度の測定実験を行った経路を示している。

- フェローまたは会員資格: 王立協会[6]、米国科学アカデミー、アメリカ物理学会、アメリカ科学振興協会
- ランフォード賞 (1888)
- マテウチ・メダル (1903)
- ノーベル物理学賞 (1907)
- コプリ・メダル (1907)
- エリオット・クレッソン・メダル (1912)
- アルバート・メダル (1920)
- ジュール・ジャンサン賞 (1922)
- 王立天文学会ゴールドメダル (1923)
- フランクリン・メダル (1923)